# Украинское (Томаковский район)
Украинское (укр. Українське) — село, Выводовский сельский совет, Томаковский район, Днепропетровская область, Украина.
Население по данным 1987 года составляло 20 человек.
Село ликвидировано в 1995 году.

## Географическое положение
Село находится в 1 км от села Новый Мир и в 3 км. от села Глухое. К селу с запада примыкает Басанский карьер (добыча марганцевой руды открытым способом). В 1 км от села находится шахта №8. С западной стороны в месте соединения балок Усенково и Петровская к селу примыкал высел Кулагинское.

## Происхождение названия
На топографических картах Шуберта 1867 рядом с селом Украинское отмечен хутор Усенково. Название хутора видимо происходит по названию балки вдоль которой располагался хутор. Во время коллективизации село переименовывалось в Шевченко. На топографических картах Генштаба 1941 село отмечено как хутора Лысогорские с населением в 28 дворов. Название Украинское село получило примерно в 1950-1955.